# Liste der Ortschaften im Bezirk Kufstein
Die Liste der Ortschaften im Bezirk Kufstein enthält die Gemeinden und ihre zugehörigen Ortschaften im Tiroler Bezirk Kufstein (in Klammern stehen die Einwohnerzahlen zum Stand 1. Jänner 2024).
Kursive Gemeindenamen sind keine Ortschaften, in Klammern der Status Markt bzw. Stadt. Die Angaben erfolgen im offiziellen Gemeinde- bzw. Ortschaftsnamen, wie von der Statistik Austria geführt.
- Alpbach (2553)

- Angath (1017)

- Angerberg (1246)
  - Achleit (452)
  - Embach (283)

- Bad Häring (2987)

- Brandenberg (1160)
  - Aschau (359)

- Breitenbach am Inn (2186)
  - Haus (398)
  - Kleinsöll (525)
  - Schönau (455)

- Brixlegg (Markt; 2086)
  - Mehrn (778)
  - Zimmermoos (260)

- Ebbs (3233)
  - Asching (106)
  - Brand (16)
  - Eichelwang (1055)
  - Kaisertal (34)
  - Nußham (126)
  - Oberbuchberg (86)
  - Oberndorf (841)
  - Wagrain-Mühltal (432)

- Ellmau (953)

- Erl (611)
  - Erlerberg (211)
  - Mühlgraben (807)

- Kirchbichl (6009)

- Kramsach
  - Mariatal (1578)
  - Voldöpp (3442)

- Kufstein (Stadt; 10.408)
  - Endach (2453)
  - Kufstein-Kaisertal (0)
  - Kufstein-Stadtberg (25)
  - Mitterndorf (1914)
  - Morsbach (123)
  - Thierberg (304)
  - Weissach (2239)
  - Zell (2703)

- Kundl (Markt; 4224)
  - Liesfeld (677)
  - Saulueg (52)

- Langkampfen
  - Morsbach (82)
  - Niederbreitenbach (1221)
  - Oberlangkampfen (992)
  - Unterlangkampfen (1965)

- Mariastein (447)

- Münster (3604)

- Niederndorf (2880)

- Niederndorferberg
  - Eiberg (165)
  - Gränzing (150)
  - Hausern (156)
  - Noppenberg (135)
  - Praschberg (129)

- Radfeld (2576)

- Rattenberg (Stadt; 464)

- Reith im Alpbachtal (2268)
  - Hygna (385)
  - Scheffach (192)

- Rettenschöss (578)

- Scheffau am Wilden Kaiser (1178)

- Schwoich (1542)

- Söll (3767)

- Thiersee
  - Almen (0)
  - Hinterthiersee (519)
  - Landl (497)
  - Mitterland (598)
  - Schmiedtal (199)
  - Vorderthiersee (1369)

- Walchsee (972)
  - Durchholzen (582)
  - Oed (238)
  - Schwaigs (400)

- Wildschönau
  - Auffach (950)
  - Niederau (1116)
  - Oberau (2148)
  - Thierbach (163)

- Wörgl (Stadt; 14.487)